# Вероника Стеллера
Вероника Стеллера (лат. Veronica stelleri) — многолетнее травянистое растение, вид рода Вероника (Veronica) семейства Подорожниковые (Plantaginaceae).
Вид назван в честь немецкого учёного Георга Вильгельма Стеллера.

## Распространение и экология
Ареал вида охватывает Дальний Восток России: Камчатку (до 58° северной широты), Центральный Сихотэ-Алинь, Охотское побережье, Курильские острова, Командорские острова; Азию: Японию (острова Хоккайдо, Хонсю: северная и центральная части); Северную Америку: Алеутские острова, острова Прибылова, Аляску (Алеутский хребет).
Произрастает на сухих склонах, на моренах, нередко на лугах в альпийском поясе.

## Ботаническое описание
Корневище ползучее, маловетвистое.
Стебли высотой 5—25 см, прямые, простые, приподнимающиеся, короткоопушённые.
Листья сидячие, в числе 4—7 пар, сближенные, перекрёстно парные, яйцевидные, длиной 1,5—3 см, шириной 1—2 см, по краю большей частью явно зубчатые или пильчатые.
Соцветия конечные, сначала щитковидные или колосовидные, плотные, позднее удлиняющиеся и рыхлые, иногда с немногочисленными цветками; цветоножки в 3-5 раз длиннее цветков. Чашечка с ланцетными заостренными зубцами, равными половине или трети всей чашечки; венчик голубой или фиолетовой, неяркий, диаметром около 8 мм.
Коробочки длиной около 6 мм, шириной 4,5 мм, эллиптические, едва выемчатые, на верхушке сильно или скудно волосистые. Семена яйцевидные, длиной около 1,5 мм, тупые.
Цветёт в июле-сентябре.

## Классификация

### Представители
В рамках роды выделяют ряд разновидностей:
- Veronica stelleri var. longistyla Kitag.
- Veronica stelleri var. stelleri

### Таксономия
Вид Вероника Стеллера входит в род Вероника (Veronica) семейства Подорожниковые (Plantaginaceae) порядка Ясноткоцветные (Lamiales).
|  |                                      |  |                                                             |                                                             |                          |  | ещё 21 семейство (согласно Системе APG II) | ещё 21 семейство (согласно Системе APG II) |                       |  |  |  | ещё от 300 до 500 видов |
|  |                                      |  |                                                             |                                                             |                          |  | ещё 21 семейство (согласно Системе APG II) | ещё 21 семейство (согласно Системе APG II) |                       |  |  |  | ещё от 300 до 500 видов |
|  |                                      |  |                                                             | порядок Ясноткоцветные                                      |                          |  |                                            |                                            | род Вероника          |  |  |  |                         |
|  |                                      |  |                                                             | порядок Ясноткоцветные                                      |                          |  |                                            |                                            | род Вероника          |  |  |  |                         |
|  | отдел Цветковые, или Покрытосеменные |  |                                                             |                                                             | семейство Подорожниковые |  |                                            |                                            | вид Вероника Стеллера |  |  |  |                         |
|  | отдел Цветковые, или Покрытосеменные |  |                                                             |                                                             | семейство Подорожниковые |  |                                            |                                            |                       |  |  |  |                         |
|  |                                      |  | ещё 44 порядка цветковых растений (согласно Системе APG II) | ещё 44 порядка цветковых растений (согласно Системе APG II) |                          |  |                                            | ещё 90 родов                               | ещё 90 родов          |  |  |  |                         |
|  |                                      |  |                                                             | ещё 44 порядка цветковых растений (согласно Системе APG II) |                          |  |                                            |                                            | ещё 90 родов          |  |  |  |                         |